# Regne de Logo
El regne de Logo fou un antic estats dels malinkes que s'estenia de Dinguira a les cascades de Félou, al costat esquerre del riu Senegal, una plana de gran fertilitat poblada de soninkés.
La regió era l'accés natural al riu Senegal del país de Bambuk, i molts malinkés del Bambuk s'hi van establir al llarg dels segles; al segle xvi un príncep del regne de Kamana o de Diabé (un dels estats del Bambuk) de nom Dra Makhan, es va establir a la zona; el més vell de la seva família fou reconegut com a cap en els anys següents i van anar incorporant els pobles de la regió.
Al final del segle xviii el sobirà (farin) Moussa Makou va establir la seva capital a Sabouciré; el seu fill Makhan Fatouma (1793-1833) va gaudir d'un poder considerable dominant tot el Logo mercès a aliances matrimonials amb els veïns (va tenir més de 100 fills). Va lluitar contra Hawa Demba Diallo, rei dels khassonkés de Dembaya amb capital a Médine (1805-1830) al que havia ajudat a establir el seu poder; la lluita seguia el 1833 quan va pujar al poder Niamody, fill de Makhan Fatouma i l'hostilitat entre les dues ètnies en aquesta zona va seguir tota la resta de segle i la meitat del segle xx.
Fou conquerit per Hadjdj Umar el 1855 i formà part del virregnat de Kaarta. Va passar a França vers el 1878.

## Referència
- Sékéné Mody Cissoko, Le Khasso face à l'empire Toucouleur et à la France dans le Haut-Sénégal 1854-1890, édition l'Harmattan, Paris, 1988.